# 托斯坦·威泽尔
 托斯坦·尼尔斯·威泽尔（瑞典語：Torsten Nils Wiesel，1924年6月3日—），瑞典神經科學家，與大衛·休伯爾（David H. Hubel）由於對視覺系統的訊息處理過程之研究，而和研究左右腦半球的羅傑·斯佩里（Roger W. Sperry）共同獲得1981年的諾貝爾生理學或醫學獎。

## 生平
威泽尔1924年出生于瑞典乌普萨拉，是家中五个孩子中最小的一个。1947年，他在瑞典卡罗琳斯卡学院卡尔·古斯塔夫·伯恩哈德的实验室开始了他的科学生涯，并于1954年获得医学学位。1955年，他移居美国，在约翰霍普金斯大学医学院斯蒂芬·库夫勒 (Stephen Kuffler) 手下工作。威泽尔开始从事眼科学研究，并于1958年成为助理教授。同年，他遇到了大衛·休伯爾 (David Hubel)，开始了长达二十多年的合作。1959年，威泽尔和休伯爾搬到了哈佛大学。他成为哈佛医学院的药理学讲师，开始了他在哈佛大学24年的职业生涯。1968 年，他成为新成立的神经生物学系的教授，并于1973年成为系主任。
1983年，威泽尔加入洛克菲勒大学，担任文森特和布鲁克阿斯特教授和神经生物学实验室主任。1991年至1998年，他担任该校校长。 在洛克菲勒大学，他仍然是谢尔比·怀特和利昂·利维心智、大脑和行为中心的联合主任。
2000年至2009年，威泽尔担任人类前沿科学计划秘书长，该计划是一个总部位于法国斯特拉斯堡的组织，旨在支持生命科学研究人员之间的国际和跨学科合作。威塞尔还担任中国北京生命科学研究所 (NIBS) 的科学顾问委员会主席，并担任冲绳科学技术大学院大学 (OIST) 理事会联合主席。他还是皮尤全球气候变化中心、特殊外科医院的董事会成员，以及欧洲脑研究所 (EBRI) 的顾问委员会成员。
威泽尔还曾担任亚伦戴蒙德艾滋病研究中心董事会主席（1995-2001年）、神经科学学会主席（1978-1979 年）和國際大腦研究組織主席（1998-2004 年）。他曾担任紐約科學院董事会主席（2001-2006年）；2001-2002年，他担任该学院主席兼临时院长。

## 研究
休伯爾和威泽尔的实验极大地扩展了感官处理的科学知识。在1959年进行的一项实验中，他们将一个微电极插入一只麻醉猫的初级视皮层。然后，他们在猫面前的屏幕上投射明暗图案。他们发现，一些神经元在以某个角度呈现线条时会快速放电，而另一些神经元则对另一个角度的反应最好。他们将这些神经元称为“简单细胞”。还有一些神经元，他们称之为“复杂细胞”，对以某个角度朝一个方向移动的线条反应最好。这些研究表明了视觉系统如何将简单刺激构建为更复杂的图像。
1981年，休伯爾和威泽尔因在1960年代和1970年代对眼优势柱的研究而获得了诺贝尔生理学或医学奖。通过剥夺小猫使用一只眼睛的能力，他们发现，初级视皮层中接收来自另一只眼睛的输入的皮层柱接管了通常接收来自被剥夺的眼睛的输入的区域。这些小猫还没有发育出接收双眼输入的区域，这是双眼视觉和立体视觉所需的特征。这些研究为了解和治疗儿童白内障和斜视打开了大门。它们在大脑皮层的神经元可塑性研究中也发挥了重要作用。另外我们对感觉系统信号处理过程的认识启发了人们对于计算机视觉中物体特征识别和宽基线匹配中尺度不变特征转换（SIFT）特性的理解。

## 个人生活
威泽尔与Lizette Mususa Reyes（2008 年结婚）结婚。威泽尔于1956年至1970年与Teeri Stenhammar结婚，于1973年至1981年与Ann Yee结婚，于1995年至2007年与作家兼编辑Jean Stein结婚。 他的女儿Sara Elisabeth于1975年出生。
威泽尔于2024年6月3日年满100岁。

## 荣誉

### 外国勋章奖章
- 旭日大绶章（日本，2009年11月3日公布[11]）

## 外部連結
- Nobel Prize Biography （页面存档备份，存于）
- The Official Site of Louisa Gross Horwitz Prize （页面存档备份，存于）